# Dina Comisarenco
Dina Comisarenco Mirkin (Buenos Aires, 1960) es una historiadora del arte mexicana nacida en Argentina, que se ha desempeñado como investigadora, docente, curadora y editora en el campo del arte y del diseño. Es especialista en muralismo mexicano hecho por mujeres.

## Trabajo
En sus investigaciones y propuestas curatoriales ha realizado análisis críticos sobre las estructuras y parámetros sobre los cuales se escribe la historia del arte y ha promovido nuevas formas de acercamiento a las producciones artísticas, desde una mirada más incluyente, ejemplo de lo anterior es el estudio de artistas como Frida Kahlo, en donde ha profundizando su relación con la naturaleza. La historiadora se considera a sí misma como feminista, ya que sus actividades tanto personales como profesionales son realizadas desde una perspectiva de género y están enfocadas a reducir la brecha de género no solo en el plano teórico, sino y fundamentalmente en la vida real.
Pertenece al Sistema Nacional de Investigadores, es investigadora titular del Instituto Nacional de Bellas Artes, y es fundadora de Nierika. Revista de Estudios de Arte.

### Contexto
Comisarenco pertenece a una generación de historiadoras del arte con interés en los asuntos de género como Karen Cordero, Deborah Dorotinsky, Araceli Barbosa, y Josefina Alcázar entre muchas otras. El interés por reivindicar el papel de las mujeres dentro de la historia del arte tiene como antecedentes las luchas feministas en el campo de la política alrededor del mundo. En México, en los años 70, surgió la segunda ola del feminismo marcada por el contexto del movimiento estudiantil de 1968, a partir del cual surgieron grupos que buscaron generar una mayor consciencia sobre la situación de las mujeres tales como Mujeres en Acción Solidaria (MAS, 1971), Movimiento Nacional de Mujeres (MNM, 1972), Movimiento de Liberación de la Mujer (MLM, 1974), Colectivo La Revuelta (1975), Colectivo de Mujeres y Lucha Feminista (1978). De igual forma, un factor determinante fue el trabajo realizado por las artistas feministas de los 70 y 80 como Maris Bustamante, Mónica Mayer, Magali Lara, Astrid Hadad entre otras, quienes cuestionaron el rol de las mujeres y utilizaron el cuerpo como el lugar de empoderamiento de las mujeres. Estos eventos generaron las condiciones de posibilidad para profundizar sobre el género, el cuerpo y la sexualidad así como cuestionar la situación de las mujeres en diversas áreas, incluyendo la reflexión teórica en torno al arte y sus historias.

### Curadurías
Participó en las siguientes curadurías: "Rina Lazo. Xibalbá el inframundo de los mayas" en el 2022, en el Museo del Palacio de Bellas Artes, el primer mural creado por una artista mujer exhibido en dicho recinto; Para participar en lo justo: recuperando la obra de Fanny Rabel compuesta por óleos, grabados, documentos de archivos y se presentó en 2013 en la Universidad Iberoamericana, en el Centro Deportivo Israelita y de forma virtual en el MUMA. La exposición rescató la obra de Fanny Rabel, partiendo de una extensa investigación de archivo y estableciendo diálogos entre las obras plásticas, escritos de la pintora y obras literarias indispensables para comprender la obra de la artista.
Coordinó la curaduría de la exposición Codo a Codo: parejas de artistas en México presentada en la Universidad Iberoamericana en 2012, en donde se logró explorar las influencias entre parejas de artistas en México de los siglos XX y XXI, poniendo énfasis en las influencias en ambas direcciones.

## Trayectoria académica
Es doctora en Historia del Arte por la Universidad Rutgers en Nuevo Brunswick, presentando la tesis The Representation of Motherhood in Twentieth Century Mexican Art en 1997. Y maestra en arte también en la Universidad de Rutgers presentando la tesis Land Art en 1990. La licenciatura en Historia del Arte la realizó en la Universidad de Buenos Aires, con la tesis La actividad del Museo Nacional de Bellas Artes en la Década de 1960 en 1986.

### Actividades de docencia
Imparte el seminario de Historia del diseño en el CIDI, UNAM. [cita requerida] Fue docente por casi diez años en la Universidad Iberoamericana en el área de la Historia del arte impartiendo materias de licenciatura y postgrado como La historia del Arte como Disciplina, Arte del Expresionismo al presente, y Curaduría.  También fue profesora en el Instituto Tecnológico y de Estudios Superiores de Monterrey. Asimismo, fue ayudante de cátedra de la materia Art History Survey en la Universidad Rutgers entre muchas otras actividades de docencia. También ha organizado e impartido varios cursos de extensión universitaria

## Publicaciones
- El olvido está lleno de memoria: la pintura mural de Arnold Belkin, Universidad Iberoamericana

- Diseño Industrial Mexicano e Internacional: Memoria y Futuro, Trillas
- Eclipse de siete lunas: muralismo femenino en México, Artes de México, Universidad Iberoamericana y CIEG, UNAM

- Las cuatro estaciones del muralismo de Raúl Anguiano, Rush Press.

### Compiladora
- Estudios de género y artes, Subdirección General de Educación e Investigación Artísticas, INBAL
- Fracturas de la memoria:  violencia y trauma cultural en el arte mexicano moderno y contemporáneo,  Facultad de Psicología, UNAM
- De la Conquista a la Revolución en los muros del Museo Nacional de Historia, Organización editorial mexicana y Universidad Iberoamericana
- Para participar en lo justo: recuperando la obra de Fanny Rabel, en colaboración con Karen Cordero y Ana Torres, Impresores en Offset y Serigrafía
- Codo a codo: parejas de artistas en México, Universidad Iberoamericana.